# Édouard Toudouze
Pour les articles homonymes, voir Toudouze.
Édouard Toudouze, né le 24 juillet 1848 à Paris 11e et mort le 14 mars 1907 à Paris 8e, est un peintre et illustrateur français.

## Biographie

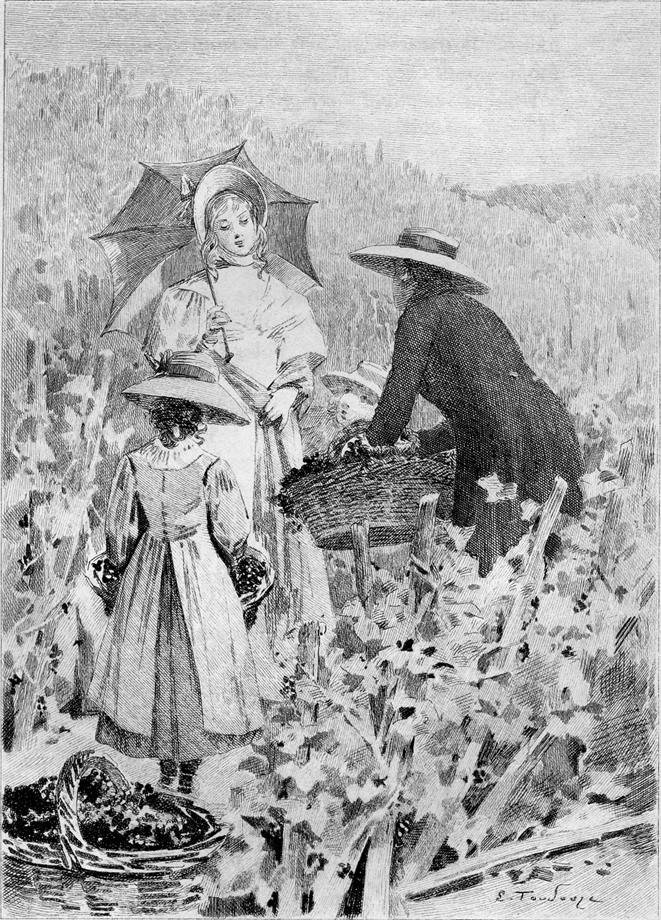
Illustration pour Le Lys dans la vallée d'Honoré de Balzac, 1897.

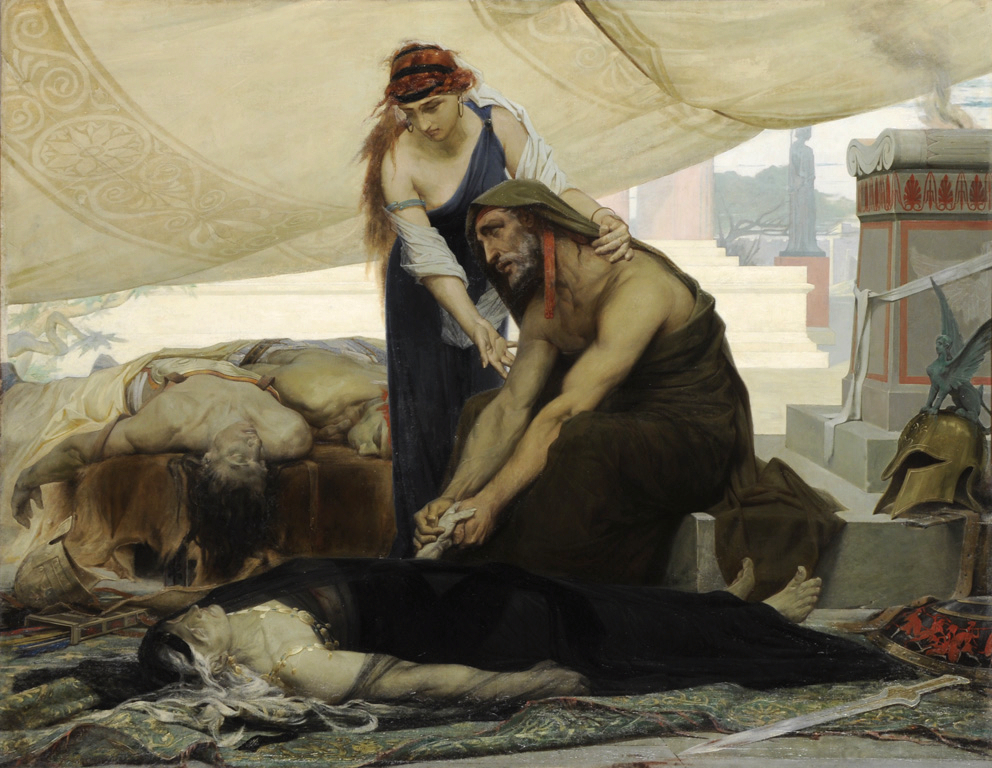
Les Adieux d'Œdipe aux corps de sa femme et de ses fils (1871), Paris, École nationale supérieure des beaux-arts.

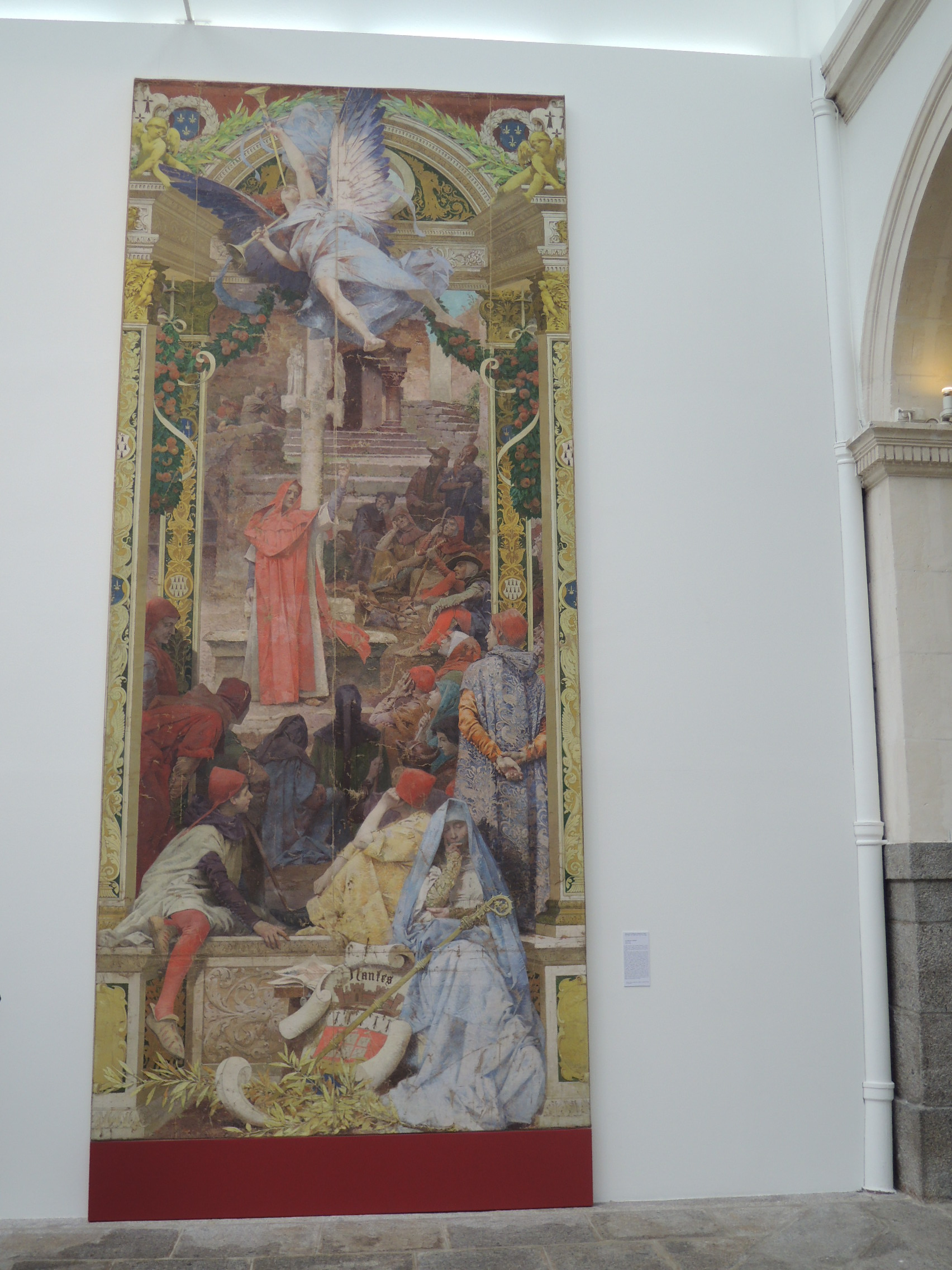
La Prédication d’Abélard, Musée des Beaux-Arts de Rennes

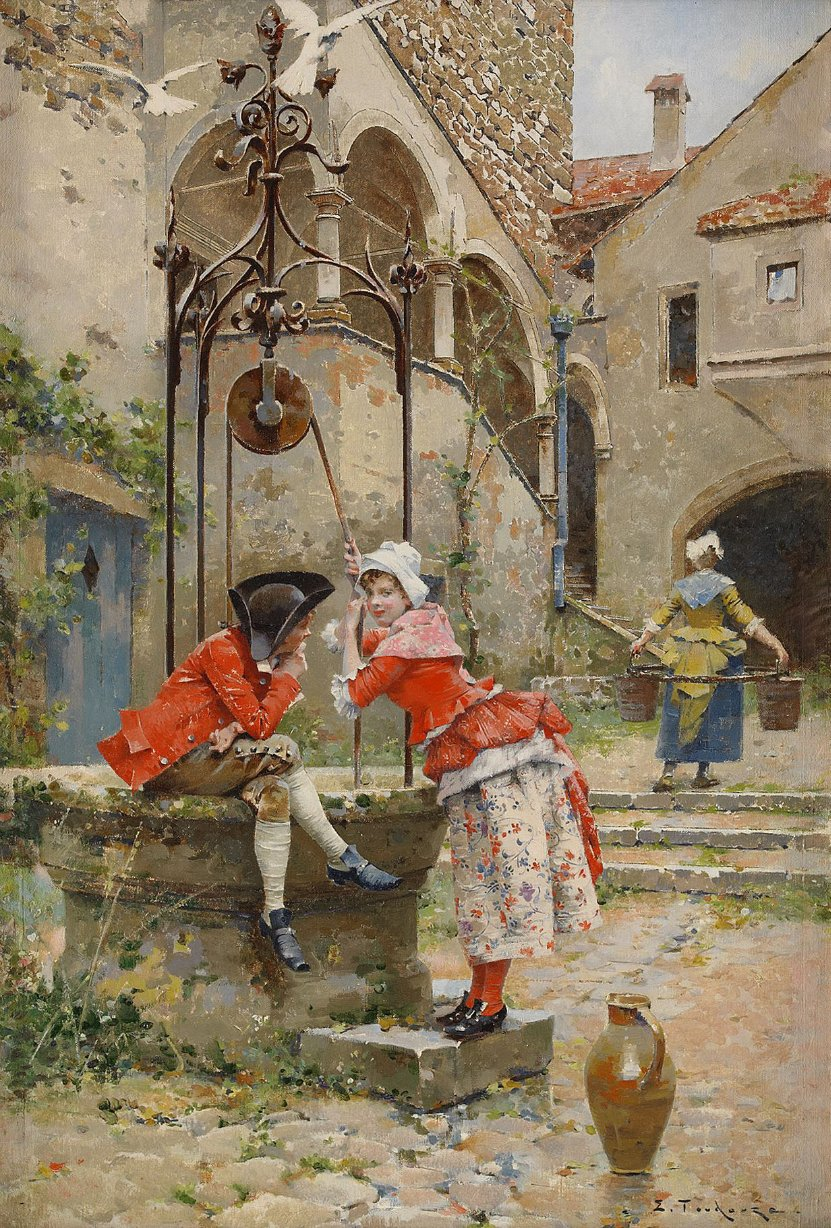
Au Puits, localisation inconnue.

L'environnement familial d’Édouard Toudouze est propice  à son développement artistique (voir Famille Toudouze pour l'arbre généalogique) : son père, Auguste Gabriel Toudouze, est architecte et graveur, sa mère, Adèle Anaïs Colin, est une artiste peintre, fille du peintre d'histoire Alexandre Colin, parent de Jean-Baptiste Greuze. Il a également pour oncle le peintre de genre Auguste Leloir, et pour cousins Maurice Leloir et Alexandre-Louis Leloir, tous deux illustrateurs. Enfin son frère aîné, Gustave Toudouze, est à la fois romancier, auteur dramatique et journaliste.
Après des études au collège Sainte-Barbe à Paris, Édouard  fait son apprentissage avec Isidore Pils, et son oncle Auguste Leloir Il débute au Salon de Paris de 1867 avec Gaulois mettant une barque en mer. Lauréat du prix de Rome en peinture d'histoire de 1871 pour son œuvre Les Adieux d'Œdipe aux corps de sa femme Jocaste et de ses fils Étéocle et Polynice, il séjourne à Rome de janvier 1871 à décembre 1875, visitant Florence en 1874, Venise où, en 1875, il peint une copie du tableau de Paul Véronèse Venise recevant la Justice et la Paix.
Tout en choisissant des thèmes mythologiques et historiques, mais surtout des scènes de genre, Édouard Toudouze reste à l’écart des querelles entre la tendance académique et les impressionnistes.
Distingué à l’Exposition universelle de 1889 par une médaille d’argent, il est nommé chevalier de la Légion d’honneur le 3 janvier 1892, puis officier du même ordre, le 5 avril 1903. Son succès artistique amène l’État à acquérir un grand nombre de ses tableaux conservés dans les musées français.
Il épouse en 1900 son ancienne élève Marie Loire.
Il est professeur à l'académie Julian, où il rejoint entre autres William Bouguereau, Jules Lefebvre et Raoul Verlet.
Mort en 1907, Édouard Toudouze est inhumé au cimetière de L'Haÿ-les-Roses. Ses traits nous sont entre autres conservés par son portrait en médaillon, œuvre du sculpteur Laurent Marqueste dans les collections du musée des Beaux-Arts de Rennes.

## Œuvres

### Illustrations d’ouvrages
- Walter Scott, Les Aventures de Nigel, Woodstock.
- Théophile Gautier, Mademoiselle de Maupin.
- Prosper Mérimée, Chronique du règne de Charles IX, 110 compositions gravées par Auguste-Hilaire Léveillé (1889).
- Honoré de Balzac, Le Lys dans la vallée, Ursule Mirouët, La Maison du chat-qui-pelote, Le Bal de Sceaux, La Vendetta, Gobseck, Le Contrat de mariage, L'Interdiction, Les Proscrits, Louis Lambert, Séraphîta, El Verdugo , Les Paysans.

### Œuvres décoratives

#### États-Unis
- Salle de bal du manoir Vanderbilt, New York.

#### France
- Le Musée national du château de Compiègne conserve un bureau, travail de Rousseau vers 1885, avec décor peint par Édouard Toudouze[7].
- Le foyer de l’Opéra-Comique à Paris est orné de son panneau Le Jeu de Robin et de Marion, illustrant la pièce d’Adam de la Halle[8].
- La Sorbonne, Paris, fresques murales :
  - Les étudiants de la rue du Fouarre à l'époque de Robert de Sorbon[9] ;
  - Prédication de Savonarole[2].
- La manufacture des Gobelins lui a commandé un ensemble de modèles retraçant l’histoire de la Bretagne pour des tapisseries qui décoraient jusqu'en 1994 la Grande Chambre du palais du Parlement de Bretagne à Rennes. Les six cartons peints furent présentés au Salon de 1907[10]. Les tapisseries, endommagées dans l'incendie de 1994, ont été détruites en 1997 dans l'incendie de l'atelier de Montrouge, où elles étaient en cours de restauration. L'un des six cartons, Le Mariage d'Anne de Bretagne, a été réinstallé au Palais de justice en 2017[11],[12].

Cartons des tapisseries détruites du palais du Parlement de Bretagne
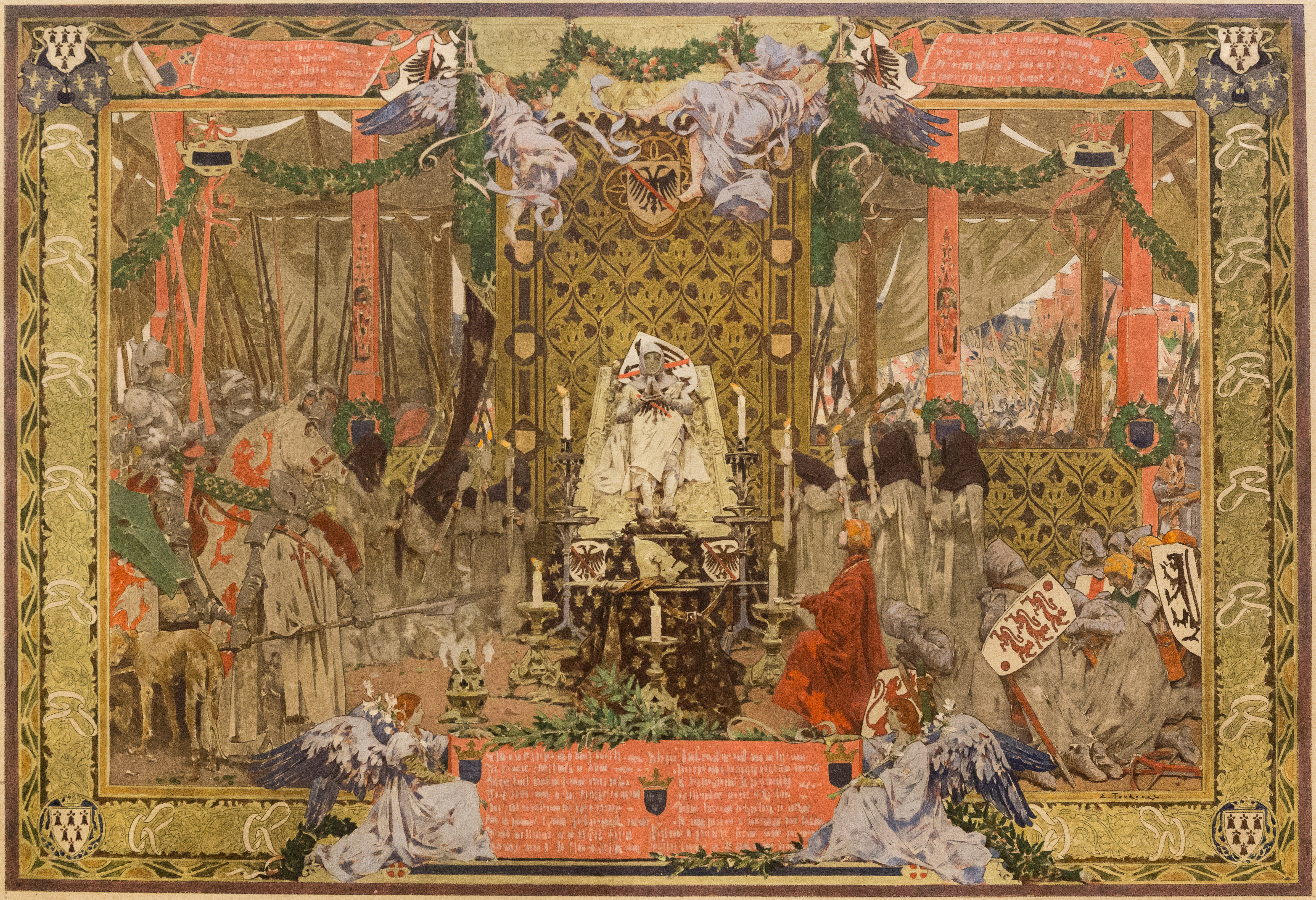
La Mort de Du Guesclin.
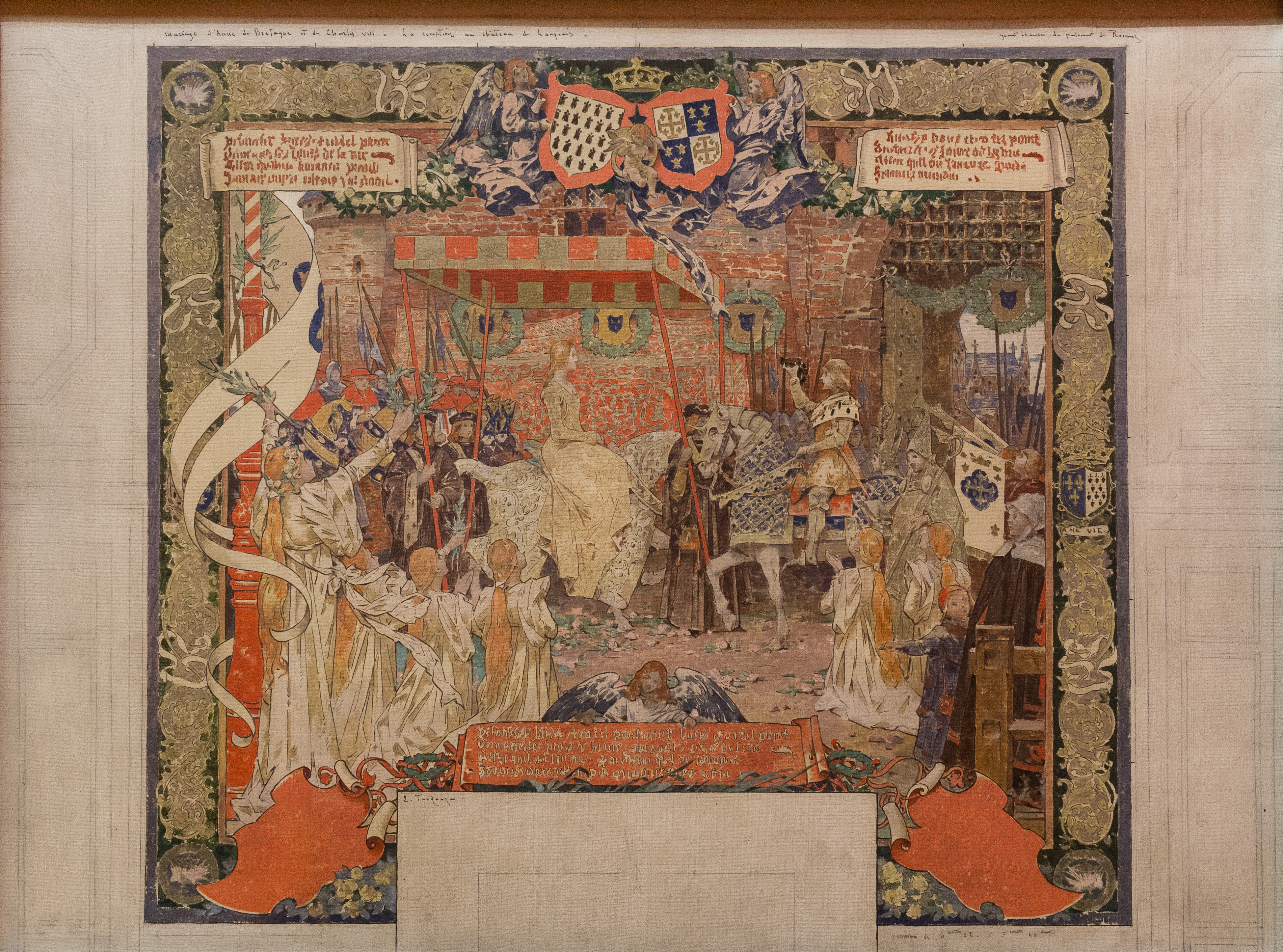
Le Mariage d'Anne de Bretagne.

- Étudiant du Moyen Âge, XIXe siècle, huile sur toile. Esquisse pour un décor à la Sorbonne. Nemours, Château-Musée[13],[14].

### États-Unis
- Musée des Beaux-Arts de Boston.

### France
- Musée des Beaux-Arts d'Angoulême, La mort de Jézabel huile sur toile où l'on voit trois hommes jetant la veuve du roi Achab, assassiné par ordre du nouveau roi d'Israël, dans une fosse où aboient cinq chiens enragés.
- Mairie de Dieupentale, Fleurs d'automne, toile, Salon des artistes français, 1890[15].
- Musée des cultures et du paysage d'Hyères, Portrait de Marie-Anne Toudouze (oeuvre volée en 2005)[16].
- Musée des Pêcheries, Fécamp, Portrait du jeune Paul de Nesmond[17].
- Musée des Beaux-Arts de La Rochelle, L'Escarpolette, huile sur toile 61 × 56 cm[18].
- Bibliothèque de l'Arsenal, Paris, livre-portrait : Péri en mer de Gustave Toudouze, avec son portrait, peinture originale de son frère Édouard, ancienne collection Edmond de Goncourt[19].
- École nationale supérieure des beaux-arts, Paris :
  - Les adieux d'Œdipe aux corps de sa femme et de ses fils[20].
  - Venise recevant la Justice et la Paix, d'après Paul Véronèse, 1875[5].
- Musée Carnavalet, Paris, Incendie de l'hôtel de ville de Paris en 1871[21].
- Musée d'Orsay, Paris, Fête sous Henri IV.
- La Piscine, musée de Roubaix, Fleurs d'automne, 1890[22].
- Musée des Beaux-Arts de Rennes :
  - La prédication d'Abélard, huile sur toile par Édouard Toudouze et Maurice Leloir.
  - Éros et Aphrodite, huile sur toile, 1872.
  - Le Combat des Trente.
  - Le Couronnement de Nominoë.

Œuvres d'Édouard Toudouze au Musée des Beaux-Arts de Rennes
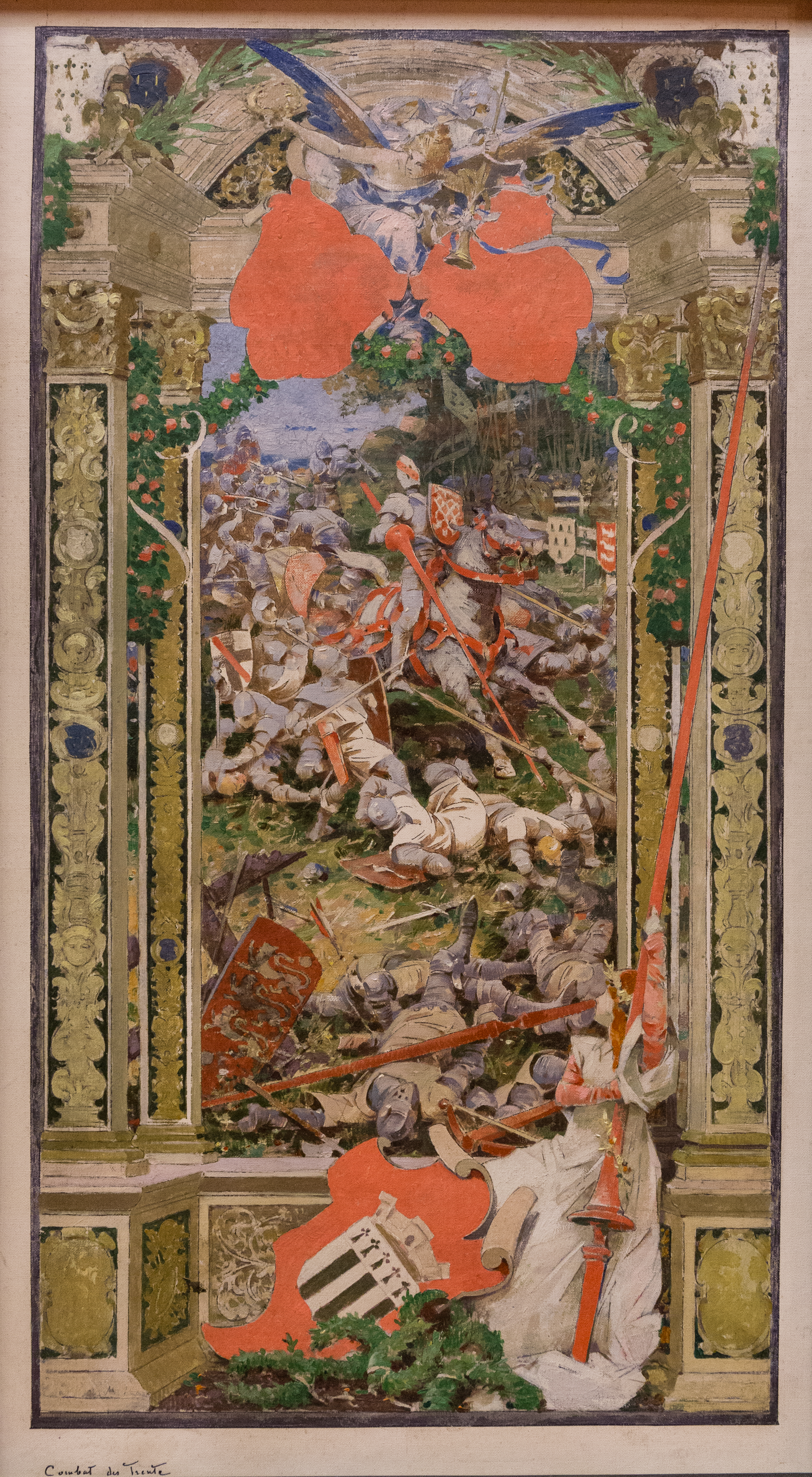
Le Combat des Trente
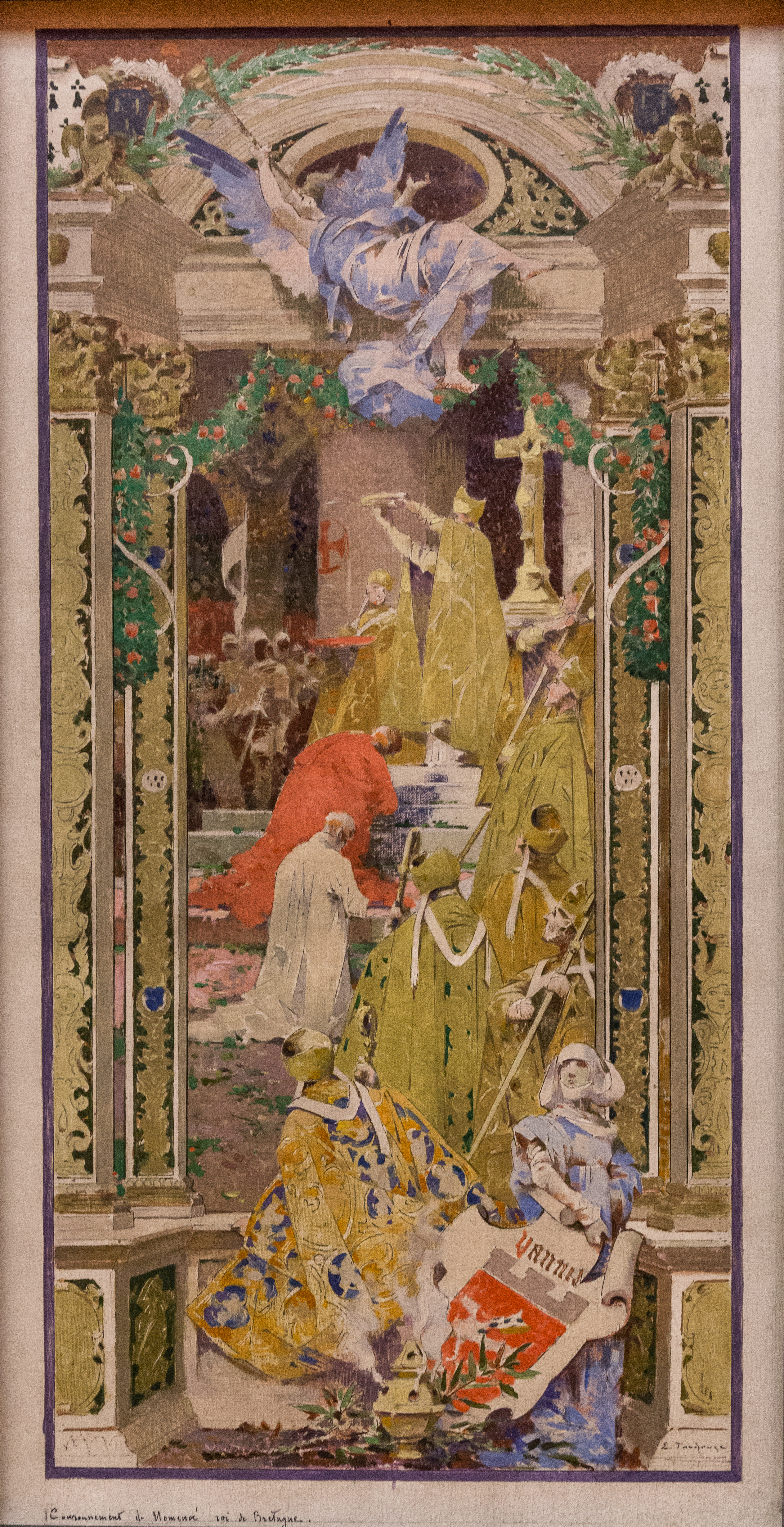
Le Couronnement de Nominoë

## Expositions
- Exposition française de Moscou, 1891.
- Salon des artistes français, Paris, 1902[23].
- Exposition internationale des Beaux-Arts, Monte-Carlo, 1906.
- Les tentures du Parlement de Bretagne : un décor oublié du palais de justice de Rennes, Musée des Beaux-Arts de Rennes, février-mai 2016[24].
- Être jeune au temps des Impressionnistes, Musée Eugène-Boudin de Honfleur, juin-octobre 2016[17].

## Réception critique
« Pour la Sorbonne, Toudouze a exécuté un panneau décoratif des étudiants au XIXe siècle, futurs théologiens écoutant, dans une sorte de cloître, le maître qui commente des vérités d'il y a cinq cents ans. Dans la Sorbonne d'aujourd'hui, on enseigne tout autre chose : il est vrai qu'il n'y a plus, ainsi que dans le panneau de Toudouze, des feuilles qui tombent éparses au milieu des auditeurs, de vieux puits et de vieux cloîtres, et de beaux arbres qui ombragent des architectures du temps de Viollet-le-Duc »

— Edmond Aman-Jean

## Élèves
- Léonie Humbert-Vignot, entre 1905 et 1907.
- Marie-Anne Loire (qui sera son épouse de 1900 à 1907)[9].